# マーティン・スコセッシ
マーティン・チャールズ・スコセッシ（Martin Charles Scorsese /skɔːrˈsɛsi/、1942年11月17日 - ）は、アメリカ合衆国の映画監督、脚本家、映画プロデューサー、映画俳優。

## 略歴
いずれもイタリア（シチリア）移民2世である父母の次男として、ニューヨーク市クイーンズ区にて生まれ、同市リトル・イタリーで育つ。喘息持ちで外で遊べなかったせいで子供の頃から映画に親しんでいた。だが少年時代は、映画監督ではなくカトリックの司祭を目指していた。
1960年代後半にはベトナム戦争の徴兵を逃れ、ニューヨーク大学の映画学部で学びつつ短編映画を監督。修士課程の卒業制作を基にハーヴェイ・カイテル主演で制作した初の長編映画『ドアをノックするのは誰?』（1969年）が、ジョン・カサヴェテスといったインディペンデント映画界の主要人物から注目されるようになり、ロジャー・コーマンの元で『明日に処刑を…』（1972年）を監督することになるが、本作が『ドアをノックするのは誰?』程の評価を得られなかったことから、原点回帰として『ミーン・ストリート』（1973年）を監督する。カイテルに加え、この作品を機にタッグを組むことになるロバート・デ・ニーロが出演した本作は、ポーリン・ケイルを始めとする映画批評家から大絶賛を受け、興行的にも製作費を上回る成功を収めた。
1976年、ポール・シュレイダーの脚本をデ・ニーロ主演で監督した『タクシードライバー』がカンヌ国際映画祭のパルム・ドールを受賞する。ニューヨークを舞台にタクシードライバーの孤独と狂気を描いた本作は世界中でセンセーショナルな話題を呼び起こし、レーガン大統領暗殺未遂事件の実行犯であるジョン・ヒンクリーに影響を与えるまでに至る。また、今日ではアメリカン・ニューシネマ最後の傑作と評されるまでになったが、その翌年に公開されたミュージカル映画『ニューヨーク・ニューヨーク』では批評的にも興行的にも惨敗を喫し、私生活に影響を及ぼすまでに至るが、デ・ニーロが熱望したボクシングのミドル級元チャンピオン、ジェイク・ラモッタの自伝『レイジング・ブル』（1980年）を監督（脚本はポール・シュレイダー）したことにより、復活を果たす。
無骨なまでに妥協のないスタイルで主人公の病理を突き詰めたこの映画は、公開当時には賛否両論激しく分かれたが、デ・ニーロがアカデミー賞主演男優賞を受賞し、自身も監督賞にノミネート。今日では「1980年代最高のアメリカ映画」と高く評価される。この頃から劇映画監督からの引退を考えており、最後にキリストについての映画を作ろうとデ・ニーロにキリスト役をオファーする。この役をデ・ニーロは断るが、逆に自身が興味を持っていた脚本の映画化をオファーし、『キング・オブ・コメディ』（1982年）を監督することになる。本作は公開当時は失敗作と言われたが、月日が経つに連れ、役者の演技や脚本などの評価が高まり、現在ではスコセッシの代表作の一つとされるようになった。
1970年代初頭から熱望していたギリシャの哲学者・小説家ニコス・カザンザキスの『キリスト最後のこころみ』の映画化『最後の誘惑』を1988年に実現（脚本はポール・シュレイダー）し、アカデミー監督賞にもノミネートされるが、キリスト教右派からの猛烈な抗議と暴力的な脅迫・上映妨害を受けることになる。
1987年発売の、マイケル・ジャクソンのヒットナンバー『Bad』の、約16分にも及ぶプロモーションビデオを手がけ、もはやPVではなく映画とも言われた完成度の映像を作り上げる。
1990年、アメリカのイタリア系マフィアの実態を描いた『グッドフェローズ』を発表。ジョー・ペシがアカデミー助演男優賞を受賞し、スコセッシも第47回ヴェネツィア国際映画祭にて監督賞にあたる銀獅子賞を受賞した。本作における革新的な演出やストーリー構成は高い評価を獲得し、批評家や映画関係者からは「1990年代を代表する映画」と称され、スコセッシを名実共に現代アメリカ映画で最も尊敬される映画作家としての地位に上り詰めさせた。同年には映画人として尊敬する黒澤明監督の『夢』にヴァン・ゴッホ役として出演した。
翌年には『恐怖の岬』をリメイクしたスリラー『ケープ・フィアー』で商業的成功も収め、続いてピュリツァー賞受賞作家イーディス・ウォートンの『無垢の時代』を忠実に映画化した『エイジ・オブ・イノセンス/汚れなき情事』（1993年）を監督。粗暴な男たちの身体的暴力の描写を得意とするというイメージを払拭し、社交界を舞台にした精神的な暴力に満ちあふれる偽善的世界を描き、批評家から高い評価を受ける。『グッドフェローズ』と同じ原作者ニコラス・ピレッジのノンフィクションに基づきラスヴェガスにおける組織犯罪のギャンブル支配を描く『カジノ』（1995年）を監督した後、続いてまったく正反対の世界として、チベット仏教の最高指導者ダライ・ラマ14世の前半生を忠実に映画化した『クンドゥン』（1997年）を、ハリウッド資本ながらも低予算、出演者ほぼ全員を素人の亡命チベット人キャストで監督。自身が「私の監督作品なかで唯一、本当に愛することができる映画」と述べる。少年時代から悩まされていた持病の喘息が、この映画の製作中に治ったという。
翌年の1998年には第51回カンヌ国際映画祭の審査員長を務めた。
2002年の『ギャング・オブ・ニューヨーク』以降、それまでのスコセッシ作品とは比較にならない製作費をつぎ込んだ映画を発表するようになり、その3作品全てで主演を務めたのがレオナルド・ディカプリオである。『ギャング・オブ・ニューヨーク』はスコセッシ自らが1970年代から温めていた念願の企画で、ディカプリオが参加するということで興行的価値を見込まれ、やっと出資が実現した。その後の『アビエイター』（2004年）は逆にディカプリオ自身のプロダクション会社の旗揚げ作品で、スコセッシに監督を依頼して制作した。スコセッシがこの作品と2006年の『ディパーテッド』を監督した背景には『ギャング・オブ・ニューヨーク』の興行不振があったものと見られるが、皮肉にも自身の企画では無いこれら2作品がアメリカ国内での興収1億ドルを突破。『ディパーテッド』に至っては、スコセッシ初のアカデミー作品賞とアカデミー監督賞を受賞する結果となった。
2011年、テレビドラマ『ボードウォーク・エンパイア 欲望の街』で、第63回エミー賞ドラマ部門最優秀監督賞を受賞。更に同年には自身の作品では初のデジタル撮影、及び3D映画である『ヒューゴの不思議な発明』が公開され、それまでのバイオレンス映画から一転した子供向けの世界観が評価される。更に詐欺紛いの株売りで億万長者になった実在のディーラーであるジョーダン・ベルフォートの回顧録を映画化した『ウルフ・オブ・ウォールストリート』（2013年）をディカプリオ主演で監督し、自身の監督作で歴代最高の全世界興行収入を記録した。
2016年の『沈黙 -サイレンス-』では、ハリウッドから離れた低予算で監督を務める。遠藤周作の小説『沈黙』を原作とし、江戸時代の日本を舞台に宣教師たちの過酷な運命を描いた。2019年には、実在したヒットマン、フランク・シーランの回顧録『I Heard You Paint Houses』を原作に、戦後のアメリカにおけるギャング史を総括した『アイリッシュマン』が公開。スコセッシの長年の悲願であった本作には、24年ぶりのタッグとなったデ・ニーロや、スコセッシ作品には初参加となったアル・パチーノ、更には半引退状態だったペシ、『最後の誘惑』以来のカイテル等、豪華な顔ぶれが集結。しかし、その製作過程では製作費が膨れ上がったことに難色を示した出資会社や配給元が撤退を発表し、中止の危機にまで追い込まれていた。最終的には、ストリーミング配信会社のNetflixが資本元と配給担当の両方に名乗りを上げたため、製作続行に成功。スコセッシとしては、初のストリーミング配信作品となった。
2023年の『キラーズ・オブ・ザ・フラワームーン』では『花殺し月の殺人 インディアン連続怪死事件とFBIの誕生』を原作とし、自身もエリック・ロスと共同で脚本を執筆。これまでスコセッシ作品での共演は皆無であったレオナルド・ディカプリオとロバート・デ・ニーロが共演し、ディカプリオとは6度目、デ・ニーロとは10度目のタッグとなった。第96回アカデミー賞では、史上最年長となる監督賞候補となった。

## 作風
シチリア系イタリア移民の家に生まれ、マフィアの支配するイタリア移民社会で育ったため、その人格形成と作品の双方にはその出自が深く影響し、腐敗した矛盾に満ちた現実のなかでいかに人間としての倫理と善良さを実践できるか、それがしばしば不可能であることの苦悩を追求する映画が多い。また、そのなかでは人間の人間に対する無理解と不寛容の直接的表現として、リアルな暴力描写が重要な位置を占める。

## 人物

### 映画に対する姿勢
幼少期の頃からハリウッド映画の古典だけでなく、イタリアのネオレアリズモ映画（とくにロベルト・ロッセリーニ）や、ジャン・ルノワール監督などのフランス映画、イギリス映画の巨匠マイケル・パウエル監督の『赤い靴』、日本の溝口健二監督の『雨月物語』など、世界の映画の古典を見て育っており、黒澤明の映画を名画座に通い続け鑑賞し、実際にフィルムを手にし、カットの構成を研究し尽くしたという。また、ニューヨーク大学時代には『豚と軍艦』を含む今村昌平の監督作を何作か見てその感性に共感した（スコセッシ曰く「今村の作品は血となり肉となった」）他、小林正樹監督の『切腹』、『上意討ち 拝領妻始末』に深い感銘を受けたという。また、イタリア映画に対する思い入れも強く、イタリア映画に関するドキュメンタリー映画『マーティン・スコセッシ 私のイタリア映画旅行』を制作した。
また、古典映画の再上映や復元にも力を入れており、マイケル・パウエル監督作品の『赤い靴』の修復や、スティーヴン・スピルバーグと共に『アラビアのロレンス』の完全版復元や、セルジオ・レオーネの代表作の1つ『ワンス・アポン・ア・タイム・イン・アメリカ』のオリジナル版修復にも尽力した。
2013年には「Sight and Sound マガジン」にて、好きな映画として以下の12本を挙げている。
1. 2001年宇宙の旅（1968年）
2. 8 1/2（1963年）
3. 灰とダイヤモンド（1958年）
4. 市民ケーン（1941年）
5. 山猫（1963年）
6. 戦火のかなた（1946年）
7. 赤い靴（1948年）
8. 河（1951年）
9. シシリーの黒い霧（1962年）
10. 捜索者（1956年）
11. 雨月物語（1953年）
12. めまい（1958年）

ゴジラシリーズのファンであることも公言しており、『夢』出演のために来日した際は撮影前に東宝を訪れて同シリーズの監督を務めた本多猪四郎の消息を尋ね、本多が同作品にスタッフとして参加していることを聞いて歓喜したという。

### 音楽に対する姿勢
ロックの最盛期に青春時代を過ごしたこともあり、ザ・バンド、ローリング・ストーンズ、ヴァン・モリソン、ボブ・ディラン、エリック・クラプトンなどの楽曲をしばしば作中に使用する。1972年、『エルビス・オン・ツアー』の分割画面モンタージュ映像の監督を務めた。その他、ザ・バンドの解散コンサートを撮った『ラスト・ワルツ』、ローリング・ストーンズを撮った『ザ・ローリング・ストーンズ シャイン・ア・ライト』などの音楽関係の映像作品も多数手がけた。特に、マイケル・ジャクソンのヒットナンバー『Bad』のミュージック・ビデオは、約16分間の短編映画のような構成となっている。

### 人間関係
1970年代に入ってから、フランシス・フォード・コッポラやジョージ・ルーカス、スティーヴン・スピルバーグ、ブライアン・デ・パルマといった若手監督たちと親交を深めるようになる。ブライアン・デ・パルマはスコセッシにロバート・デ・ニーロと脚本家のポール・シュレイダーを紹介し、3人は後に『タクシードライバー』や『レイジング・ブル』といった作品を発表することになる。スコセッシはデ・ニーロが出演した自身の監督作の中で彼が最高の演技をしたのは『キング・オブ・コメディ』であると語っている。
他にもスピルバーグとは『ケープ・フィアー』で監督・製作としてタッグを組み、コッポラからは『ゴッドファーザー PART II』の監督として一時指名されていた（最終的にはコッポラ自身が監督を務めた）。また、自身が初めてオスカーを受賞した第79回アカデミー賞での監督賞発表の際には、親交の深いコッポラ、ルーカス、スピルバーグがプレゼンターとして揃って登場するという演出がなされた。

### 常連スタッフ
『ドアをノックするのは誰?』、数作品を挟んで『レイジング・ブル』以降の長編劇映画の全編集をセルマ・スクーンメイカーが務めている。撮影監督はマイケル・チャップマンが『タクシードライバー』から3作品、『アフターアワーズ』からミヒャエル・バルハウスが7作品、『カジノ』からロバート・リチャードソンが5作品、『ウルフ・オブ・ウォールストリート』からロドリゴ・プリエトが4作品を担当している。また、美術はダンテ・フェレッティが『エイジ・オブ・イノセンス/汚れなき情事』から9作品を、衣装デザインはサンディ・パウエルが『ギャング・オブ・ニューヨーク』から7作品を、録音はトム・フレイシュマンが『キング・オブ・コメディ』から全作品を担当している。

## 私生活
女優のイザベラ・ロッセリーニやプロデューサーのバーバラ・デ・フィーナを含め、5度の結婚歴がある。現在もニューヨークを活動の拠点としている。

## フィルモグラフィ

### 監督作品
| 年   | 題名 | 役割                                                   | 備考                                                                      |
| ---- | --- | ------------------------------------------------------ | ------------------------------------------------------------------------- |
| 1963 | 君のような素敵な娘がこんなところで何してるの? What's a Nice Girl Like You Doing in a Place Like This?                                      |                                                        |                                                                           |
| 1964 | It's Not Just You, Murray! |                                                        |                                                                           |
| 1967 | The Big Shave |                                                        |                                                                           |
| 1967 | ドアをノックするのは誰? Who's That Knocking at My Door                                                                                     | 兼 脚本・出演                                          |                                                                           |
| 1970 | Street Scenes |                                                        |                                                                           |
| 1972 | 明日に処刑を… Boxcar Bertha | 兼 カメオ出演（娼館の客）                              |                                                                           |
| 1973 | ミーン・ストリート Mean Streets | 兼 脚本・製作・出演                                    |                                                                           |
| 1974 | Italianamerican |                                                        |                                                                           |
| 1974 | アリスの恋 Alice Doesn't Live Here Anymore                                                                                                 | 兼 出演                                                |                                                                           |
| 1976 | タクシードライバー Taxi Driver | 兼 出演（タクシー客）                                  | カンヌ国際映画祭 パルム・ドール 受賞                                      |
| 1977 | ニューヨーク・ニューヨーク New York, New York                                                                                              |                                                        |                                                                           |
| 1978 | American Boy: A Profile of Steven Prince                                                                                                   | ドキュメンタリー映画                                   |                                                                           |
| 1978 | ラスト・ワルツ The Last Waltz | ドキュメンタリー映画                                   | 兼 出演                                                                   |
| 1980 | レイジング・ブル Raging Bull | 兼 カメオ出演                                          |                                                                           |
| 1983 | キング・オブ・コメディ The King of Comedy                                                                                                  | 兼 カメオ出演                                          |                                                                           |
| 1985 | アフター・アワーズ After Hours |                                                        | カンヌ国際映画祭 監督賞 受賞 インディペンデント・スピリット賞 作品賞 受賞 |
| 1986 | ハスラー2 The Color of Money | 兼カメオ出演                                           |                                                                           |
| 1986 | 世にも不思議なアメージング・ストーリー Amazing Stories                                                                                     |                                                        | オムニバス作品                                                            |
| 1988 | 最後の誘惑 The Last Temptation of Christ                                                                                                   |                                                        |                                                                           |
| 1989 | ニューヨーク・ストーリー New York Stories                                                                                                  | オムニバス作品                                         |                                                                           |
| 1990 | グッドフェローズ Goodfellas | 兼 脚本                                                | ヴェネツィア国際映画祭 銀獅子賞 受賞                                      |
| 1991 | ケープ・フィアー Cape Fear | [ 6 ]                                                  |                                                                           |
| 1993 | エイジ・オブ・イノセンス/汚れなき情事 The Age of Innocence                                                                                 | 兼 脚本・出演                                          |                                                                           |
| 1995 | カジノ Casino | 兼 脚本                                                |                                                                           |
| 1995 | マーティン・スコセッシ 私のアメリカ映画旅行（仮題） A Personal Journey with Marin Scorsese Through American Movies                         |                                                        | ドキュメンタリー映画                                                      |
| 1997 | クンドゥン Kundun |                                                        |                                                                           |
| 1999 | マーティン・スコセッシ 私のイタリア映画旅行 My Voyage to Italy / II mio viaggio in Italia                                                  |                                                        |                                                                           |
| 1999 | 救命士 Bringing Out the Dead |                                                        |                                                                           |
| 2002 | ギャング・オブ・ニューヨーク Gangs of New York                                                                                             | 兼 カメオ出演                                          | ゴールデングローブ賞 監督賞 受賞                                          |
| 2003 | フィール・ライク・ゴーイング・ホーム Feel Like Going Home                                                                                  |                                                        |                                                                           |
| 2003 | The Blues | ドキュメンタリー映画                                   |                                                                           |
| 2004 | アビエイター The Aviator | 兼 出演                                                |                                                                           |
| 2005 | ボブ・ディラン ノー・ディレクション・ホーム No Direction Home: Bob Dylan                                                                   |                                                        | ドキュメンタリー映画                                                      |
| 2006 | ディパーテッド The Departed | アカデミー監督賞 受賞 ゴールデングローブ賞 監督賞 受賞 |                                                                           |
| 2007 | The Key to Reserva | 短編映画                                               |                                                                           |
| 2008 | ザ・ローリング・ストーンズ シャイン・ア・ライト Shine a Light                                                                              | 兼 出演                                                | ドキュメンタリー映画                                                      |
| 2009 | シャッター アイランド Shutter Island | 兼 製作                                                |                                                                           |
| 2010 | Public Speaking |                                                        | ドキュメンタリー映画                                                      |
| 2011 | ジョージ・ハリスン/リヴィング・イン・ザ・マテリアル・ワールド George Harrison: Living in the Material World                                |                                                        | ドキュメンタリー映画                                                      |
| 2011 | ヒューゴの不思議な発明 Hugo | 兼 製作・出演（カメラマン）                            | ゴールデングローブ賞 監督賞 受賞 初の3D映画                               |
| 2013 | ウルフ・オブ・ウォールストリート The Wolf of Wall Street                                                                                   | 兼 製作                                                |                                                                           |
| 2016 | 沈黙 -サイレンス- Silence |                                                        |                                                                           |
| 2019 | アイリッシュマン The Irishman | Netflixオリジナル映画                                  |                                                                           |
| 2019 | ローリング・サンダー・レビュー: マーティン・スコセッシが描くボブ・ディラン伝説 Rolling Thunder Revue: A Bob Dylan Story by Martin Scorsese | Netflixオリジナルドキュメンタリー映画                  |                                                                           |
| 2023 | キラーズ・オブ・ザ・フラワームーン Killer of the Flower Moon                                                                               | 兼製作、出演                                           |                                                                           |
| TBA  | Gangs of New York | 兼製作総指揮                                           | 2話のみ監督                                                               |
| TBA  | Sinatra |                                                        |                                                                           |
| TBA  | A Life of Jesus |                                                        |                                                                           |

### 製作作品
| 年   | 題名                                                   | 備考                  |
| ---- | ------------------------------------------------------ | --------------------- |
| 1990 | グリフターズ/詐欺師たち The Grifters                   |                       |
| 1993 | 恋に落ちたら… Mad Dog and Glory                        |                       |
| 1995 | クロッカーズ Clockers                                  |                       |
| 1996 | グレイス・オブ・マイ・ハート Grace of My Heart         |                       |
| 1997 | スチューピッド・イン・ニューヨーク Kicked in the Head  |                       |
| 1998 | ハイロー・カントリー The Hi-Lo Country                 |                       |
| 2000 | ユー・キャン・カウント・オン・ミー You Can Count on Me |                       |
| 2003 | ソウル・オブ・マン The Soul of a Man                   |                       |
| 2009 | ヴィクトリア女王 世紀の愛 The Young Victoria           |                       |
| 2013 | マラヴィータ The Family / Malavita                     |                       |
| 2016 | ビニー/信じる男 Bleed for This                         |                       |
| 2017 | スノーマン 雪闇の殺人鬼 The Snowman                    |                       |
| 2017 | エジソンズ・ゲーム The Current War                     |                       |
| 2020 | 私というパズル Pieces of a Woman                       |                       |
| 2020 | Shirley シャーリイ Shirley                             |                       |
| 2021 | カード・カウンター The Card Counter                    |                       |
| 2023 | マエストロ: その音楽と愛と Maestro                     | Netflixオリジナル映画 |
| TBA  | Die, My Love                                           |                       |
| 2024 | ザ・ビートルズ '64 Beatles ‘64                         | ディズニープラス      |

### 出演作品
| 年   | 題名                                         | 役名                 | 備考                 |
| ---- | -------------------------------------------- | -------------------- | -------------------- |
| 1986 | ラウンド・ミッドナイト Round Midnight        | 興行師               |                      |
| 1990 | 夢 Yume                                      | ゴッホ               |                      |
| 1991 | 真実の瞬間 Guilty by Suspicion               | ジョー・レッサー     |                      |
| 1994 | クイズ・ショウ Quiz Show                     | 製薬会社社長         |                      |
| 1999 | ハリウッド・ミューズ The Muse                | 本人役               |                      |
| 2004 | シャーク・テイル Shark Tale                  | サイクス             | 声の出演             |
| 2015 | ヒッチコック/トリュフォー Hitchcock/Truffaut | 本人役               | ドキュメンタリー作品 |
| 2016 | 健さん Ken San                               | 本人役               | ドキュメンタリー作品 |
| 2025 | ザ・スタジオ The Studio                      | 本人役               |                      |
| 2025 | In the Hand of Dante                         | アリギエーリの師匠役 |                      |

## 受賞歴
| 賞                                     | 年     | 部門                                                  | 作品                                                              | 結果       |
| -------------------------------------- | ------ | ----------------------------------------------------- | ----------------------------------------------------------------- | ---------- |
| 英国アカデミー賞                       | 1975   | 作品賞                                                | 『アリスの恋』                                                    | 受賞       |
| 英国アカデミー賞                       | 1975   | 監督賞                                                | 『アリスの恋』                                                    | ノミネート |
| 英国アカデミー賞                       | 1976   | 作品賞                                                | 『タクシー・ドライバー』                                          | ノミネート |
| 英国アカデミー賞                       | 1976   | 監督賞                                                | 『タクシー・ドライバー』                                          | ノミネート |
| 英国アカデミー賞                       | 1983   | 監督賞                                                | 『キング・オブ・コメディ』                                        | ノミネート |
| 英国アカデミー賞                       | 1990   | 作品賞                                                | 『グッドフェローズ』                                              | 受賞       |
| 英国アカデミー賞                       | 1990   | 監督賞                                                | 『グッドフェローズ』                                              | 受賞       |
| 英国アカデミー賞                       | 1990   | 脚色賞                                                | 『グッドフェローズ』                                              | 受賞       |
| 英国アカデミー賞                       | 2002   | 作品賞                                                | 『ギャング・オブ・ニューヨーク』                                  | ノミネート |
| 英国アカデミー賞                       | 2002   | 監督賞                                                | 『ギャング・オブ・ニューヨーク』                                  | ノミネート |
| 英国アカデミー賞                       | 2004   | 作品賞                                                | 『アビエイター』                                                  | 受賞       |
| 英国アカデミー賞                       | 2004   | 監督賞                                                | 『アビエイター』                                                  | ノミネート |
| 英国アカデミー賞                       | 2006   | 作品賞                                                | 『ディパーテッド』                                                | ノミネート |
| 英国アカデミー賞                       | 2006   | 監督賞                                                | 『ディパーテッド』                                                | ノミネート |
| 英国アカデミー賞                       | 2011   | 監督賞                                                | 『ヒューゴの不思議な発明』                                        | ノミネート |
| 英国アカデミー賞                       | 2011   | フェローシップ賞                                      | -                                                                 | 受賞       |
| 英国アカデミー賞                       | 2013   | 監督賞                                                | 『ウルフ・オブ・ウォールストリート』                              | ノミネート |
| 英国アカデミー賞                       | 2019   | 作品賞                                                | 『アイリッシュマン』                                              | ノミネート |
| 英国アカデミー賞                       | 2019   | 監督賞                                                | 『アイリッシュマン』                                              | ノミネート |
| 英国アカデミー賞                       | 2023   | 作品賞                                                | 『キラーズ・オブ・ザ・フラワームーン』                            | ノミネート |
| カンヌ国際映画祭                       | 1976   | パルム・ドール                                        | 『タクシードライバー』                                            | 受賞       |
| カンヌ国際映画祭                       | 1986   | 監督賞                                                | 『アフター・アワーズ』                                            | 受賞       |
| アカデミー賞                           | 1976   | 作品賞                                                | 『タクシードライバー』                                            | ノミネート |
| アカデミー賞                           | 1980   | 作品賞                                                | 『レイジング・ブル』                                              | ノミネート |
| アカデミー賞                           | 1980   | 監督賞                                                | 『レイジング・ブル』                                              | ノミネート |
| アカデミー賞                           | 1988   | 監督賞                                                | 『最後の誘惑』                                                    | ノミネート |
| アカデミー賞                           | 1990   | 作品賞                                                | 『グッドフェローズ』                                              | ノミネート |
| アカデミー賞                           | 1990   | 監督賞                                                | 『グッドフェローズ』                                              | ノミネート |
| アカデミー賞                           | 1990   | 脚色賞                                                | 『グッドフェローズ』                                              | ノミネート |
| アカデミー賞                           | 1993   | 脚色賞                                                | 『エイジ・オブ・イノセンス/汚れなき情事』                         | ノミネート |
| アカデミー賞                           | 2002   | 作品賞                                                | 『ギャング・オブ・ニューヨーク』                                  | ノミネート |
| アカデミー賞                           | 2002   | 監督賞                                                | 『ギャング・オブ・ニューヨーク』                                  | ノミネート |
| アカデミー賞                           | 2004   | 作品賞                                                | 『アビエイター』                                                  | ノミネート |
| アカデミー賞                           | 2004   | 監督賞                                                | 『アビエイター』                                                  | ノミネート |
| アカデミー賞                           | 2006   | 作品賞                                                | 『ディパーテッド』                                                | 受賞       |
| アカデミー賞                           | 2006   | 監督賞                                                | 『ディパーテッド』                                                | 受賞       |
| アカデミー賞                           | 2011   | 作品賞                                                | 『ヒューゴの不思議な発明』                                        | ノミネート |
| アカデミー賞                           | 2011   | 監督賞                                                | 『ヒューゴの不思議な発明』                                        | ノミネート |
| アカデミー賞                           | 2013   | 作品賞                                                | 『ウルフ・オブ・ウォールストリート』                              | ノミネート |
| アカデミー賞                           | 2013   | 監督賞                                                | 『ウルフ・オブ・ウォールストリート』                              | ノミネート |
| アカデミー賞                           | 2019   | 作品賞                                                | 『アイリッシュマン』                                              | ノミネート |
| アカデミー賞                           | 2019   | 監督賞                                                | 『アイリッシュマン』                                              | ノミネート |
| アカデミー賞                           | 2023   | 作品賞                                                | 『キラーズ・オブ・ザ・フラワームーン』                            | ノミネート |
| アカデミー賞                           | 2023   | 監督賞                                                | 『キラーズ・オブ・ザ・フラワームーン』                            | ノミネート |
| 全米監督協会賞                         | 1976   | 長編映画監督賞                                        | 『タクシードライバー』                                            | ノミネート |
| 全米監督協会賞                         | 1980   | 長編映画監督賞                                        | 『レイジング・ブル』                                              | ノミネート |
| 全米監督協会賞                         | 1990   | 長編映画監督賞                                        | 『グッドフェローズ』                                              | ノミネート |
| 全米監督協会賞                         | 1993   | 長編映画監督賞                                        | 『エイジ・オブ・イノセンス/汚れなき情事』                         | ノミネート |
| 全米監督協会賞                         | 2002   | 長編映画監督賞                                        | 『ギャング・オブ・ニューヨーク』                                  | ノミネート |
| 全米監督協会賞                         | 2002   | 生涯功労賞                                            | -                                                                 | 受賞       |
| 全米監督協会賞                         | 2004   | 長編映画監督賞                                        | 『アビエイター』                                                  | ノミネート |
| 全米監督協会賞                         | 2006   | 長編映画監督賞                                        | 『ディパーテッド』                                                | 受賞       |
| 全米監督協会賞                         | 2011   | 長編映画監督賞                                        | 『ヒューゴの不思議な発明』                                        | ノミネート |
| 全米監督協会賞                         | 2013   | 長編映画監督賞                                        | 『ウルフ・オブ・ウォールストリート』                              | ノミネート |
| 全米監督協会賞                         | 2019   | 長編映画監督賞                                        | 『アイリッシュマン』                                              | ノミネート |
| 全米監督協会賞                         | 2019   | 長編映画監督賞                                        | 『キラーズ・オブ・ザ・フラワームーン』                            | ノミネート |
| 全米映画批評家協会賞                   | 1976   | 作品賞                                                | 『タクシードライバー』                                            | 2位        |
| 全米映画批評家協会賞                   | 1976   | 監督賞                                                | 『タクシードライバー』                                            | 受賞       |
| 全米映画批評家協会賞                   | 1980   | 作品賞                                                | 『レイジング・ブル』                                              | 2位        |
| 全米映画批評家協会賞                   | 1980   | 監督賞                                                | 『レイジング・ブル』                                              | 受賞       |
| 全米映画批評家協会賞                   | 1990   | 作品賞                                                | 『グッドフェローズ』                                              | 受賞       |
| 全米映画批評家協会賞                   | 1990   | 監督賞                                                | 『グッドフェローズ』                                              | 受賞       |
| 全米映画批評家協会賞                   | 2001   | 特別賞                                                | 『マーティン・スコセッシ 私のイタリア映画旅行』                   | 受賞       |
| 全米映画批評家協会賞                   | 2006   | 監督賞                                                | 『ディパーテッド』                                                | 2位        |
| 全米映画批評家協会賞                   | 2011   | 監督賞                                                | 『ヒューゴの不思議な発明』                                        | 2位        |
| 全米映画批評家協会賞                   | 2019   | 監督賞                                                | 『アイリッシュマン』                                              | 3位        |
| ニューヨーク映画批評家協会賞           | 1976   | 監督賞                                                | 『タクシードライバー』                                            | 次点       |
| ニューヨーク映画批評家協会賞           | 1980   | 作品賞                                                | 『レイジング・ブル』                                              | 次点       |
| ニューヨーク映画批評家協会賞           | 1980   | 監督賞                                                | 『レイジング・ブル』                                              | 次点       |
| ニューヨーク映画批評家協会賞           | 1990   | 作品賞                                                | 『グッドフェローズ』                                              | 受賞       |
| ニューヨーク映画批評家協会賞           | 1990   | 監督賞                                                | 『グッドフェローズ』                                              | 受賞       |
| ニューヨーク映画批評家協会賞           | 2006   | 監督賞                                                | 『ディパーテッド』                                                | 受賞       |
| ニューヨーク映画批評家協会賞           | 2011   | 作品賞                                                | 『ヒューゴの不思議な発明』                                        | 次点       |
| ニューヨーク映画批評家協会賞           | 2011   | 監督賞                                                | 『ヒューゴの不思議な発明』                                        | 次点       |
| ニューヨーク映画批評家協会賞           | 2019   | 作品賞                                                | 『アイリッシュマン』                                              | 受賞       |
| ニューヨーク映画批評家協会賞           | 2023   | 作品賞                                                | 『キラーズ・オブ・ザ・フラワームーン』                            | 受賞       |
| ロサンゼルス映画批評家協会賞           | 1976   | ニュー・ジェネレーション賞                            | 『タクシードライバー』                                            | 受賞       |
| ロサンゼルス映画批評家協会賞           | 1980   | 作品賞                                                | 『レイジング・ブル』                                              | 受賞       |
| ロサンゼルス映画批評家協会賞           | 1988   | 監督賞                                                | 『最後の誘惑』                                                    | 次点       |
| ロサンゼルス映画批評家協会賞           | 1990   | 作品賞                                                | 『グッドフェローズ』                                              | 受賞       |
| ロサンゼルス映画批評家協会賞           | 1990   | 監督賞                                                | 『グッドフェローズ』                                              | 受賞       |
| ロサンゼルス映画批評家協会賞           | 2004   | 監督賞                                                | 『アビエイター』                                                  | 次点       |
| ロサンゼルス映画批評家協会賞           | 2011   | 監督賞                                                | 『ヒューゴの不思議な発明』                                        | 次点       |
| ロサンゼルス映画批評家協会賞           | 2019   | 作品賞                                                | 『アイリッシュマン』                                              | 次点       |
| ロサンゼルス映画批評家協会賞           | 2019   | 監督賞                                                | 『アイリッシュマン』                                              | 次点       |
| ナストロ・ダルジェント賞               | 1976   | 外国監督賞                                            | 『ミーン・ストリート』                                            | ノミネート |
| ナストロ・ダルジェント賞               | 1981   | 外国監督賞                                            | 『レイジング・ブル』                                              | ノミネート |
| ナストロ・ダルジェント賞               | 1991   | 外国監督賞                                            | 『グッドフェローズ』                                              | ノミネート |
| ナストロ・ダルジェント賞               | 2003   | 外国監督賞                                            | 『ギャング・オブ・ニューヨーク』                                  | ノミネート |
| ナストロ・ダルジェント賞               | 2006   | 外国監督賞                                            | 『アビエイター』                                                  | ノミネート |
| キネマ旬報ベスト・テン                 | 1976   | 外国映画監督賞                                        | 『タクシードライバー』                                            | 受賞       |
| ゴールデングローブ賞                   | 1980   | 作品賞 (ドラマ部門)                                   | 『レイジング・ブル』                                              | ノミネート |
| ゴールデングローブ賞                   | 1980   | 監督賞                                                | 『レイジング・ブル』                                              | ノミネート |
| ゴールデングローブ賞                   | 1990   | 作品賞 (ドラマ部門)                                   | 『グッドフェローズ』                                              | ノミネート |
| ゴールデングローブ賞                   | 1990   | 監督賞                                                | 『グッドフェローズ』                                              | ノミネート |
| ゴールデングローブ賞                   | 1990   | 脚本賞                                                | 『グッドフェローズ』                                              | ノミネート |
| ゴールデングローブ賞                   | 1993   | 作品賞 (ドラマ部門)                                   | 『エイジ・オブ・イノセンス/汚れなき情事』                         | ノミネート |
| ゴールデングローブ賞                   | 1993   | 監督賞                                                | 『エイジ・オブ・イノセンス/汚れなき情事』                         | ノミネート |
| ゴールデングローブ賞                   | 1995   | 監督賞                                                | 『カジノ』                                                        | ノミネート |
| ゴールデングローブ賞                   | 2002   | 作品賞 (ドラマ部門)                                   | 『ギャング・オブ・ニューヨーク』                                  | ノミネート |
| ゴールデングローブ賞                   | 2002   | 監督賞                                                | 『ギャング・オブ・ニューヨーク』                                  | 受賞       |
| ゴールデングローブ賞                   | 2004   | 作品賞 (ドラマ部門)                                   | 『アビエイター』                                                  | 受賞       |
| ゴールデングローブ賞                   | 2004   | 監督賞                                                | 『アビエイター』                                                  | ノミネート |
| ゴールデングローブ賞                   | 2006   | 作品賞 (ドラマ部門)                                   | 『ディパーテッド』                                                | ノミネート |
| ゴールデングローブ賞                   | 2006   | 監督賞                                                | 『ディパーテッド』                                                | 受賞       |
| ゴールデングローブ賞                   | 2010   | セシル・B・デミル賞                                   | -                                                                 | 受賞       |
| ゴールデングローブ賞                   | 2011   | 作品賞 (ドラマ部門)                                   | 『ヒューゴの不思議な発明』                                        | ノミネート |
| ゴールデングローブ賞                   | 2011   | 監督賞                                                | 『ヒューゴの不思議な発明』                                        | 受賞       |
| ゴールデングローブ賞                   | 2013   | 作品賞 (ミュージカル・コメディ部門)                   | 『ウルフ・オブ・ウォールストリート』                              | ノミネート |
| ゴールデングローブ賞                   | 2019   | 作品賞 (ドラマ部門)                                   | 『アイリッシュマン』                                              | ノミネート |
| ゴールデングローブ賞                   | 2019   | 監督賞                                                | 『アイリッシュマン』                                              | ノミネート |
| ゴールデングローブ賞                   | 2023   | 作品賞 (ドラマ部門)                                   | 『キラーズ・オブ・ザ・フラワームーン』                            | ノミネート |
| ゴールデングローブ賞                   | 2023   | 監督賞                                                | 『キラーズ・オブ・ザ・フラワームーン』                            | ノミネート |
| ゴールデングローブ賞                   | 2023   | 脚本賞                                                | 『キラーズ・オブ・ザ・フラワームーン』                            | ノミネート |
| ボストン映画批評家協会賞               | 1980   | 作品賞                                                | 『レイジング・ブル』                                              | 受賞       |
| ボストン映画批評家協会賞               | 1990   | 作品賞                                                | 『グッドフェローズ』                                              | 受賞       |
| ボストン映画批評家協会賞               | 1990   | 監督賞                                                | 『グッドフェローズ』                                              | 受賞       |
| ボストン映画批評家協会賞               | 2002   | 作品賞                                                | 『ギャング・オブ・ニューヨーク』                                  | 次点       |
| ボストン映画批評家協会賞               | 2002   | 監督賞                                                | 『ギャング・オブ・ニューヨーク』                                  | 次点       |
| ボストン映画批評家協会賞               | 2006   | 作品賞                                                | 『ディパーテッド』                                                | 受賞       |
| ボストン映画批評家協会賞               | 2006   | 監督賞                                                | 『ディパーテッド』                                                | 受賞       |
| ボストン映画批評家協会賞               | 2011   | 作品賞                                                | 『ヒューゴの不思議な発明』                                        | 次点       |
| ボストン映画批評家協会賞               | 2011   | 監督賞                                                | 『ヒューゴの不思議な発明』                                        | 受賞       |
| ボストン映画批評家協会賞               | 2013   | 作品賞                                                | 『ウルフ・オブ・ウォールストリート』                              | 次点       |
| ボストン映画批評家協会賞               | 2013   | 監督賞                                                | 『ウルフ・オブ・ウォールストリート』                              | 次点       |
| インディペンデント・スピリット賞       | 1987   | 作品賞                                                | 『アフター・アワーズ』                                            | 受賞       |
| インディペンデント・スピリット賞       | 1987   | 監督賞                                                | 『アフター・アワーズ』                                            | 受賞       |
| インディペンデント・スピリット賞       | 1990   | 作品賞                                                | 『グリフターズ/詐欺師たち』                                       | 受賞       |
| セザール賞                             | 1987   | 外国映画賞                                            | 『アフター・アワーズ』                                            | ノミネート |
| セザール賞                             | 1991   | 外国映画賞                                            | 『グッドフェローズ』                                              | ノミネート |
| セザール賞                             | 2000   | 名誉賞                                                | -                                                                 | 受賞       |
| セザール賞                             | 2004   | 外国映画賞                                            | 『ギャング・オブ・ニューヨーク』                                  | ノミネート |
| ヴェネツィア国際映画祭                 | 1990   | 銀獅子賞                                              | 『グッドフェローズ』                                              | 受賞       |
| ヴェネツィア国際映画祭                 | 1995   | 栄誉金獅子賞                                          | -                                                                 | 受賞       |
| シカゴ映画批評家協会賞                 | 1990   | 作品賞                                                | 『グッドフェローズ』                                              | 受賞       |
| シカゴ映画批評家協会賞                 | 1990   | 監督賞                                                | 『グッドフェローズ』                                              | 受賞       |
| シカゴ映画批評家協会賞                 | 2006   | 作品賞                                                | 『ディパーテッド』                                                | 受賞       |
| シカゴ映画批評家協会賞                 | 2006   | 監督賞                                                | 『ディパーテッド』                                                | 受賞       |
| ダヴィッド・ディ・ドナテッロ賞         | 1991   | 外国映画賞                                            | 『グッドフェローズ』                                              | ノミネート |
| ダヴィッド・ディ・ドナテッロ賞         | 2001   | 特別賞                                                | -                                                                 | 受賞       |
| ダヴィッド・ディ・ドナテッロ賞         | 2007   | 外国映画賞                                            | 『ディパーテッド』                                                | ノミネート |
| ダヴィッド・ディ・ドナテッロ賞         | 2012   | 外国映画賞                                            | 『ヒューゴの不思議な発明』                                        | ノミネート |
| ダヴィッド・ディ・ドナテッロ賞         | 2014   | 外国映画賞                                            | 『ウルフ・オブ・ウォールストリート』                              | ノミネート |
| ボディル賞                             | 1991   | アメリカ映画賞                                        | 『グッドフェローズ』                                              | 受賞       |
| ボディル賞                             | 1994   | アメリカ映画賞                                        | 『エイジ・オブ・イノセンス/汚れなき情事』                         | 受賞       |
| ナショナル・ボード・オブ・レビュー賞   | 1994   | 監督賞                                                | 『エイジ・オブ・イノセンス/汚れなき情事』                         | 受賞       |
| ナショナル・ボード・オブ・レビュー賞   | 1998   | ビリー・ワイルダー賞                                  | -                                                                 | 受賞       |
| ナショナル・ボード・オブ・レビュー賞   | 2006   | 監督賞                                                | 『ディパーテッド』                                                | 受賞       |
| ナショナル・ボード・オブ・レビュー賞   | 2011   | 作品賞                                                | 『ヒューゴの不思議な発明』                                        | 受賞       |
| ナショナル・ボード・オブ・レビュー賞   | 2011   | 監督賞                                                | 『ヒューゴの不思議な発明』                                        | 受賞       |
| ナショナル・ボード・オブ・レビュー賞   | 2016   | 脚色賞                                                | 『沈黙 -サイレンス-』                                             | 受賞       |
| ナショナル・ボード・オブ・レビュー賞   | 2019   | 作品賞                                                | 『アイリッシュマン』                                              | 受賞       |
| ナショナル・ボード・オブ・レビュー賞   | 2019   | アイコン賞                                            | -                                                                 | 受賞       |
| ナショナル・ボード・オブ・レビュー賞   | 2023   | 作品賞                                                | 『キラーズ・オブ・ザ・フラワームーン』                            | 受賞       |
| ナショナル・ボード・オブ・レビュー賞   | 2023   | 監督賞                                                | 『キラーズ・オブ・ザ・フラワームーン』                            | 受賞       |
| BFIフェローシップ賞                    | 1995   | -                                                     | ☢                                                                 | 受賞       |
| AFI賞                                  | 1997   | 生涯功労賞                                            | ☢                                                                 | 受賞       |
| AFI賞                                  | 2010   | 作品賞 (テレビ部門)                                   | 『ボードウォーク・エンパイア 欲望の街』                           | 受賞       |
| ロンドン映画批評家協会賞               | 1997   | 生涯功労賞                                            | -                                                                 | 受賞       |
| ロンドン映画批評家協会賞               | 2004   | 監督賞                                                | 『アビエイター』                                                  | 受賞       |
| リンカーン・センター映画協会           | 1998   | チャップリン賞                                        | -                                                                 | 受賞       |
| 国際フィルム・アーカイヴ連盟           | 2001   | FIAF賞                                                | -                                                                 | 受賞       |
| ニューヨーク映画批評家オンライン賞     | 2002   | 監督賞                                                | 『ギャング・オブ・ニューヨーク』                                  | 受賞       |
| ニューヨーク映画批評家オンライン賞     | 2004   | 監督賞                                                | 『アビエイター』                                                  | 受賞       |
| クリティクス・チョイス・アワード       | 2004   | 監督賞                                                | 『アビエイター』                                                  | 受賞       |
| クリティクス・チョイス・アワード       | 2006   | 作品賞                                                | 『ディパーテッド』                                                | 受賞       |
| クリティクス・チョイス・アワード       | 2006   | 監督賞                                                | 『ディパーテッド』                                                | 受賞       |
| ダラス・フォートワース映画批評家協会賞 | 2004   | 監督賞                                                | 『アビエイター』                                                  | 受賞       |
| ダラス・フォートワース映画批評家協会賞 | 2006   | 監督賞                                                | 『ディパーテッド』                                                | 受賞       |
| オンライン映画批評家協会賞             | 2006   | 監督賞                                                | 『ディパーテッド』                                                | 受賞       |
| オンライン映画批評家協会賞             | 2011   | 功労賞                                                | -                                                                 | 受賞       |
| グラミー賞                             | 2006   | 長編ミュージックビデオ賞                              | 『No Direction Home』                                             | 受賞       |
| ケネディ・センター名誉賞               | 2007   | -                                                     | -                                                                 | 受賞       |
| エミー賞                               | 2011   | 監督賞（ドラマシリーズ）                              | 『ボードウォーク・エンパイア 欲望の街』                           | 受賞       |
| エミー賞                               | 2012   | 作品賞（ドキュメンタリー/ノンフィクションスペシャル） | 『ジョージ・ハリスン/リヴィング・イン・ザ・マテリアル・ワールド』 | 受賞       |
| エミー賞                               | 2012   | 監督賞（ドキュメンタリー/ノンフィクションスペシャル） | 『ジョージ・ハリスン/リヴィング・イン・ザ・マテリアル・ワールド』 | 受賞       |
| 高松宮殿下記念世界文化賞               | 2016   | 演劇・映像部門                                        | -                                                                 | 受賞       |
| 東京国際映画祭                         | 2016年 | SAMURAI賞                                             | -                                                                 | 受賞       |
| アストゥリアス皇太子賞                 | 2018   | 芸術部門                                              | -                                                                 | 受賞       |

## 関連文献
- 『スコセッシ・オン・スコセッシ　私はキャメラの横で死ぬだろう』 フィルムアート社、1992年、増補版2002年
デイヴィッド・トンプソン／イアン・クリスティ編、宮本高晴訳
- メアリー・パット・ケリー『スコセッシはこうして映画をつくってきた』 斎藤敦子訳、文藝春秋、1996年
- クリストファー・ケンワーシー『名監督の技を盗む！スコセッシ流監督術』 ボーンデジタル、2017年
- 『マーティン・スコセッシ　映画という洗礼』 佐野亨編、河出書房新社、2020年